# Li (achternaam)
Li, Lee, Lai, Lê zijn romanisaties van verschillende Chinese achternamen. Deze namen komen onder andere ook in Japan, Korea, Vietnam, Thailand, Laos, Cambodja, Myanmar, Tibet, Mongolië voor.
- Li (李) (de meest voorkomende achternaam ter wereld)
- Li (黎)
- Li (理)
- Li (里)
- Li (郦)
- Li (栗)
- Li (厉)
- Li (力)
- Li (利)

Het hanzi geeft een verduidelijking van welke achternaam het is en is er daarom tussen haakjes achter gezet. Deze Chinese tekens zijn echter niet op ieder apparaat zichtbaar.